# 수상록
《수상록》(Essais)은 미셸 드 몽테뉴의 유일한 저서로, 길거나 짧은 여러 장(章)으로 구성된 산문 수상집이다.
집필초기에는 독서의 여록(餘錄)과 같은 성격의 짧은 장이 많았으나 차차 충분한 이론을 전개한 것이 나오게 된다. 그의 사상도 초기의 극기주의적 사상, 중기의 회의주의적 사상, 후기의 쾌락주의적 사상으로의 '발전'을 볼 수 있으나 최후의 지점은 그때까지의 사상을 모두 내포한 인간의 한계를 깨달은 데서 그것을 긍정하고 존중하는 고도의 시사(示唆)이다. 더욱이 거기에는 가혹한 종교전쟁의 시대에 있으면서도 그 시대를 넘어 미래의 신뢰를 잇는 몽테뉴의 한없이 깊은 인간애를 읽어 볼 수 있다.

## 집필의 역사
- 1570년 : 몽테뉴가 보르도 고등법원을 사퇴한 뒤 집필하기 시작
- 1580년 : 보르도에서 전2권으로 간행
- 1588년 : 파리에서 제3권을 집필하여 간행
- 1595년 : 사후에 신판이 출간

## 내용
전 3권의 107장( 1권은 57장, 2권은 37장, 3권은 13장)을 되어 있는 최종판은 개인과 사회와의 관계, 식민정책의 비리등을 격언과 일화, 시와 유머와 역설을 섞어가며 일인칭 시점으로 자유롭게 서술하였다.  

### 죽음
- 죽음은 인생의 종말이고, 인생의 극단이지, 그 목적은 아니다. 인생은 그 자체가 목표이고 목적이어야 한다.
- 어떻게 죽어야 할지 모르더라도 걱정하지 마라. 그 때가 되면 어떻게 해야 할지를 자연이 상세하고 완벽하게 가르쳐 줄것이다.  그러므로, 죽음에 대하여 걱정말라.

## 번역서 및 해설서
- How to Live or A Life of Montaigne ( Ed. Sarah Bakewell, Other Press, 2010) : 사라 베이크웰의 해설서
- 몽테뉴의 수상록 (정영훈 편집, 안혜린 역, 메이트북스, 2019)
- 몽테뉴의 수상록 1 (손우성 역, 동서문화사, 2016)

## 참고 자료
- 이 문서에는 다음커뮤니케이션(현 카카오)에서 GFDL 또는 CC-SA 라이선스로 배포한 글로벌 세계대백과사전의 내용을 기초로 작성된 글이 포함되어 있습니다.